# Satyrus iranicus
Satyrus iranicus — вид дневных бабочек из семейства бархатниц.

## Описание
Длина переднего крыла самцов 25—31 мм. Крылья на верхней стороне почти черные. Переднее крыло с двумя угольно-чёрными глазчатыми пятнами с белым центром, между которыми расположены 2 белых пятнышка. Снизу переднее крыло имеет большое охристо-желтое поле, занимающим срединную область, и глазчатые пятна и белые точки, соответствующими таковым на верхней стороне. Заднее крыло снизу пёстро окрашенное, с темными линиями и белыми перевязями. Все жилки светлые и отчетливо выделяются на фоне окраски крыла. Бахромка крыльев несколько светлее фона.
Самки крупнее самцов — длина переднего крыла 28—32 мм. Их окраска светлее, а глазчатые пятна крупнее, рисунок нижней стороны крыльев является более ярким и контрастным.

## Ареал
Северный Иран (Эльбурс), в Закавказье достоверно известен только из верхней безлесной части Талышских гор.

## Биология
Развивается в одном поколении за год. Время лёта бабочек в июне — июле. Кормовые растения гусениц — злаки.